# Grămești
Grămești là một xã thuộc hạt Suceava, România. Dân số thời điểm năm 2002 là 3115 người.